# Хомер (тауншип, Миннесота)
Хомер (англ. Homer) — тауншип в округе Уинона, Миннесота, США. На 2000 год его население составило 1472 человека.

## География
По данным Бюро переписи населения США площадь тауншипа составляет 94,5 км², из которых 91,9 км² занимает суша, а 2,6 км² — вода (2,79 %).

## Демография
По данным переписи населения 2000 года здесь находились 1472 человека, 534 домохозяйства и 440 семей. Плотность населения — 16,0 чел./км². На территории тауншипа расположена 571 постройка со средней плотностью 6,2 построек на один квадратный километр. Расовый состав населения: 98,71 % белых, 0,27 % афроамериканцев, 0,14 % коренных американцев, 0,48 % азиатов, 0,07 % — других рас США и 0,34 % приходится на две или более других рас. Испанцы или латиноамериканцы любой расы составляли 0,41 % от популяции тауншипа.
Из 534 домохозяйств в 37,8 % воспитывались дети до 18 лет, в 74,9 % проживали супружеские пары, в 3,9 % проживали незамужние женщины и в 17,6 % домохозяйств проживали несемейные люди. 12,2 % домохозяйств состояли из одного человека, при том 4,1 % из — одиноких пожилых людей старше 65 лет. Средний размер домохозяйства — 2,76, а семьи — 3,00 человека.
25,6 % населения — младше 18 лет, 6,4 % — в возрасте от 18 до 24 лет, 27,2 % — от 25 до 44, 31,4 % — от 45 до 64, и 9,4 % — старше 65 лет. Средний возраст — 40 лет. На каждые 100 женщин приходилось 111,8 мужчин. На каждые 100 женщин старше 18 приходилось 106,6 мужчин.
Средний годовой доход домохозяйства составлял 53 693 доллара, а средний годовой доход семьи — 57 500 долларов. Средний доход мужчин — 37 917 долларов, в то время как у женщин — 26 364. Доход на душу населения составил 22 864 доллара. За чертой бедности находились 1,6 % семей и 2,1 % всего населения тауншипа, из которых 1,1 % младше 18 и 3,8 % старше 65 лет.